# Ещадио да Варзеа
„Ещадио да Варзеа“ е футболен стадион в Прая, Кабо Верде.
Намира се югозападно от идеалния център на Прая, наречен „Плато“. От сградата на градската управа го дели единствено главния булевард „Сиудаде де Лижбоа“. В непсредствена близост се намират Националната библиотека и централата на Кабо Верде Телеком, която се явява най-високата сграда в страната.
„Ещадио да Варзеа“ е построен в средата на миналия век. До 2002 г. стадионът е приемал мачове от цял Сантяго, преди островът да бъде разделен на 2 отделни футболни региона.
През 2006 г. е отворен отново, като вече оперира под шапката на „Южен Сантяго“.
Съоръжението с капацитет 8000 места е общинска собственост. В буквален превод от португалски, „варзеа“ означава „обширна равнина с растителност“. Във футболен аспект терминът се използва за игрище, разположено близо до река или други водни източници.
Използва се от елитния „Академика (Прая)“, „Спортинг“ (Прая), „Боависта“, „Депортиво“ (Прая), „Травадореш“ и „Витория“ (Прая).